# داغ‌اتغی (یوسف‌علی)
داغ‌اتغی (به ترکی استانبولی: Dağeteği) یک منطقهٔ مسکونی در ترکیه است که در یوسف‌علی واقع شده‌است. داغ‌اتغی ۱۴۰ نفر جمعیت دارد.